# Heinrich-Schmidt-Barrien-Preis
Der Heinrich-Schmidt-Barrien-Preis wird an Personen und Institutionen verliehen, die sich besonders um die Erhaltung der niederdeutschen Sprache verdient gemacht haben. Der Preis hat seinen Namen von dem niederdeutschen Schriftsteller Heinrich Schmidt-Barrien. Der Heinrich-Schmidt-Barrien-Preis wurde in den Jahren 2000–2006 vom Bremer Kulturverein Freizeit 2000 vergeben. Im Jahr 2007 wurde der Preis nicht vergeben, doch kurz darauf übernahm der Freundeskreis „Dat Huus op’n Bulten“ die Auszeichnung von Freizeit 2000 und der Preis wurde 2008 wieder vergeben. Als Auszeichnung bekommt der Gewinner einen Wanderpokal in Form einer Büste des namensgebenden Schriftstellers überreicht.

## Preisträger
- 2000: Gerd Spiekermann
- 2001: Jan Cornelius
- 2002: Waldau-Theater
- 2003: Talk op Platt[1]
- 2004: Ohnsorg-Theater
- 2005: Godewind
- 2006: Ina Müller
- 2008: Jürgen Ludwigs
- 2009: Filmemoker (Sulingen)[2]
- 2010: Heinrich Kröger
- 2011: Theater in OHZ/Scharmbecker Speeldeel
- 2012: die Elektro-HipHop-Band De fofftig Penns[3]
- 2013: Birgit Lemmermann[4]
- 2014: Plattolio (Christianne Nölting)
- 2015: Heinrich Siefer[5][6][7][8]
- 2016: Hans Helge Ott
- 2017: Institut für niederdeutsche Sprache (INS)
- 2018: Hartmut Cyriacks und Peter Nissen
- 2019: Heike Brüning, Heike Hiestermann, Nele Ohlsen, Andrea Schwarz, Henrike Stindt[9]
- 2020: Yared Dibaba[10][11]
- 2021: pandemiebedingt nicht vergeben[12]